# فاكوندو ألمادا
فاكوندو ألمادا (بالإسبانية: Facundo Almada) هو لاعب كرة قدم أرجنتيني في مركز الدفاع، ولد في 10 يوليو 1998 في روساريو في الأرجنتين. لعب مع روزاريو سنترال.

## وصلات خارجية
- فاكوندو ألمادا على موقع قاعدة بيانات كرة القدم.إي يو (الإنجليزية)
- فاكوندو ألمادا على موقع Soccerway.com (الإنجليزية)